# Faucon-de-Barcelonnette
Faucon-de-Barcelonnette è un comune francese di 320 abitanti situato nel dipartimento delle Alpi dell'Alta Provenza della regione della Provenza-Alpi-Costa Azzurra.

## Geografia fisica
Si trova nella valle dell'Ubaye.

## Società

### Evoluzione demografica
Abitanti censiti